# Джек Пеланс
Джек Пеланс (також Паланс або Пеленс, англ. Jack Palance, при народженні — Володимир Палагню́к, 18 лютого 1919 або 1920, Латімер-Майнз, Пенсільванія, США — 10 листопада 2006, Монтесіто, Каліфорнія, США) — американський кіноактор українського походження, лауреат премії «Оскар» («найкращий актор другого плану», фільм «Міські піжони», 1991; номінація «найкращий актор другого плану», фільми «Раптовий страх», 1952).
Здобув визнання як актор жанру вестернів, проте нагороду Академії Кіномистецтва США «Оскар» отримав 1992 року за комічну роль в фільмі «Міські Піжони» (англ. City Slickers). Був також лауреатом кінопремій «Золотий глобус» і «Еммі».

## Життєпис

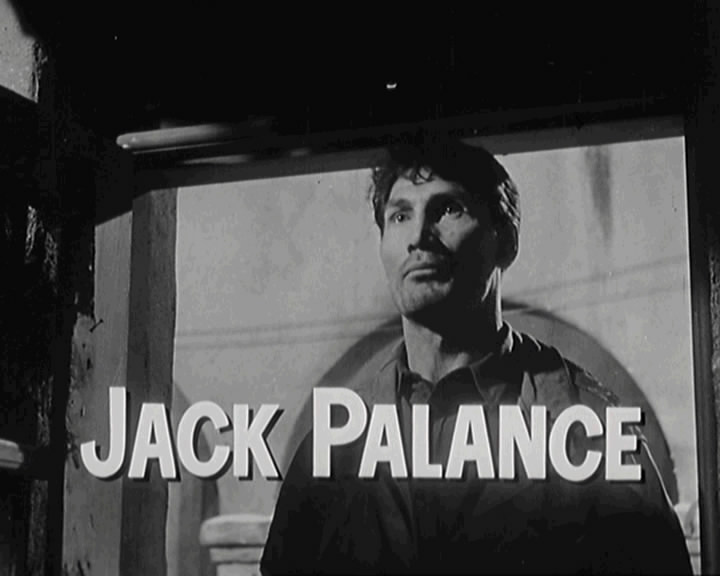
Джек Пеланс (фільм «Attack», 1956)

Джек Пеланс народився в родині українських емігрантів Івана Палагнюка та Ганни Грам'як. Батько його був родом із села Іване-Золоте на Тернопільщині, мати зі Львова. Батько працював шахтарем і помер через рак легенів.
Як і батько, Володимир працював на вугільній шахті — і тонкого за душевним складом та поетичного юнака очікував той же фатум, що й батька. Вирватись з обіймів долі допоміг спорт: Володимир виграв внутрішній футбольний чемпіонат університету Північної Кароліни — і успіх закинув талановитого юнака у професійний спорт. Згодом він спробував себе і в боксі: в кінці 30-х років Володимир розпочав кар'єру професійного боксера під псевдонімом Джек Браццо — і досяг неабияких успіхів у важкій ваговій категорії. Збереглися відомості, що він побив рекорди того часу з 15 безперервними перемогами, 12 із яких були здобуті нокаутом до кінця 4-го раунду. Під час одного з поєдинків Джек отримав удар в горло, що спричинило вже довічну хрипоту голосу.
З початком Другої світової війни він завершив боксерську кар'єру і вступив до Військово-повітряних сил США, де під час навчального польоту на бомбардувальнику «B-24» його літак загорівся. Врятувавшись на парашуті, Володимир отримав опіки обличчя: пошкодження обличчя та хрипкий голос опісля стали йому в пригоді в акторській кар'єрі та надали його героям специфічного суворого вигляду. Після лікування та кількох пластичних операцій Володимир Палагнюк повторно брав участь у воєнних діях, отримував нагороди, демобілізувався 1944 року.
Скориставшись пільгами для ветеранів війни, Володимир вступив до Стенфордського університету на факультет акторського мистецтва. Під час навчання Джек заробляв на життя на різних дрібних роботах у ресторанах, працював також охоронцем, фотомоделлю.
По закінченні університету 1947 року працював якийсь час репортером у газеті «The San Francisco Chronicle» та на радіо. Перша акторська робота Джека — на Бродвеї поруч із відомим американським актором Марлоном Брандо у виставі за п'єсою Т. Вільямса «Трамвай „Бажання“»(англ. «A Streetcar Named Desire»). Згодом Джек грав одну з відомих ролей — Стенлі Ковальського. Уже ставши актором, Володимир (названий так на честь свого батька) змінив своє ім'я на Волтер Джек Пеланс (англ. Walter Jack Palance).
Дебютом на екрані була роль злочинця у стрічці «Паніка на Вулиці» (англ. «Panic in the Streets», 1950). Більшість його ролей — суворі та жорстокі злочинці, дарма що в приватному житті Джек був м'якою, доброю людиною, захоплювався мистецтвом і поезією. Джек Пеланс певний час працював також у Європі, де скористався нагодою виконувати приємніші та людяні ролі, до яких не звикла американська авдиторія. Роль, яку він найкраще зіграв у європейському кіно, була у кінофільмі «Презирство» (фр. «Le Mépris»).
Джек Пеланс шкодував, що більшість ролей, зіграних ним, — це негативні персонажі: він висловлювався досить критично про свою роботу в Голлівуді, називаючи більшість своїх фільмів «сміттям», а режисерів — бездарними. Джекові завжди подобалася комедія, і саме за комедійну роль у фільмі «Міські Піжони» (англ. «City Slickers») він отримав «Оскар» у 1992 р. Скориставшись в останньому кінофільмі комедійною славою та бравурною і неординарною поведінкою під час церемонії нагородження, Джек Пеланс знявся ще в кількох телекомедіях.
Відомий голівудський актор українського походження Володимир Палагнюк помер на 88-му році життя 10 листопада 2006 року у своєму будинку в Монтесіто, Каліфорнія.

### Палагнюк і Україна

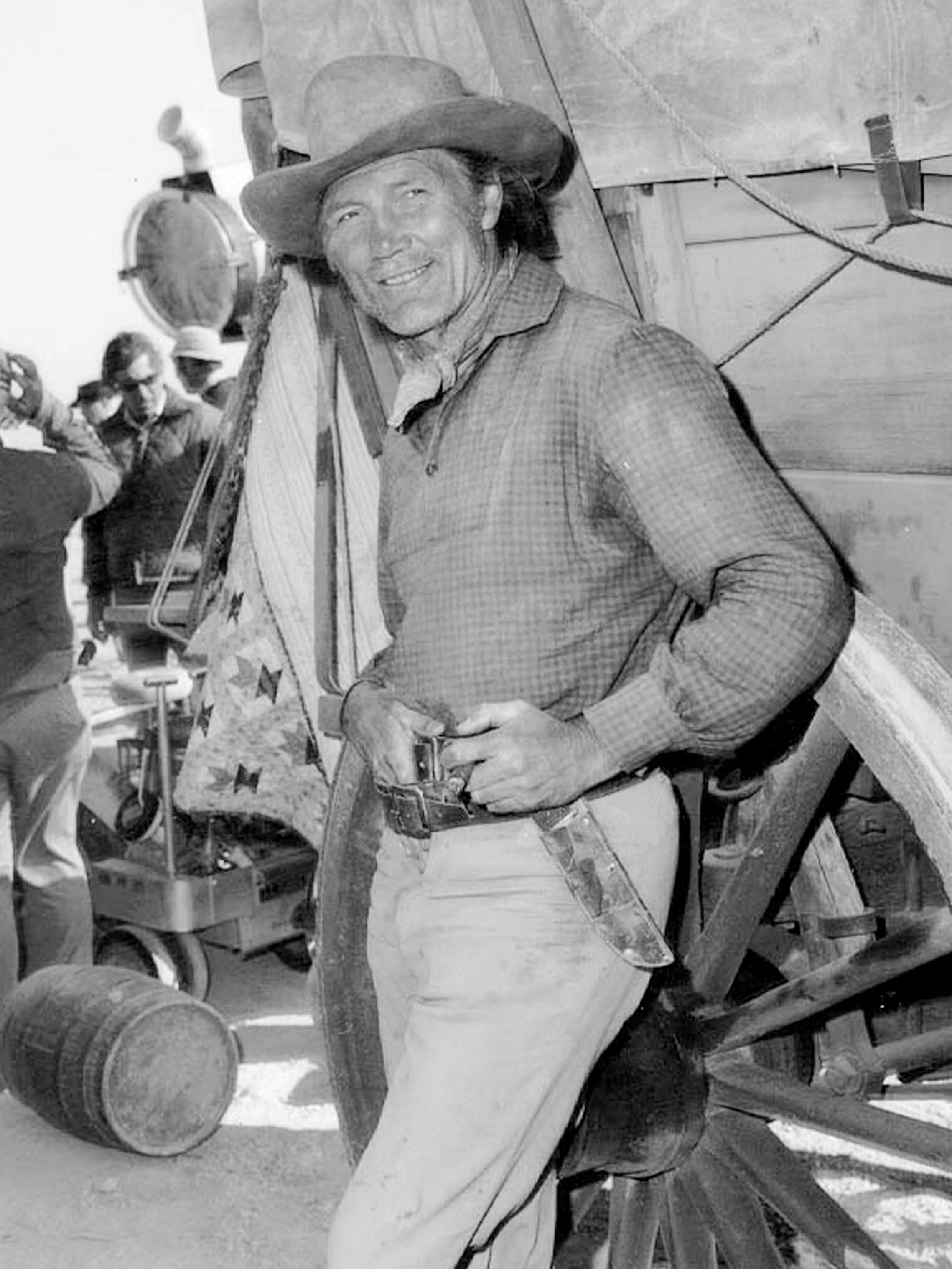
На зйомці фільму «Похресник» The Godchild 1974 р.

Син емігрантів, Палагнюк брав участь в українському еміграційному житті США. На фестивалі російських фільмів у Голлівуді Джек Пеланс відмовився від звання «народний артист Росії»: «Я — українець, а не росіянин», — заявив він, протестуючи в такий спосіб проти українофобського російського кінофільму «72 метри» (знятого теж українцем за походженням В. Хотиненком).
Мрією його життя була роль Тараса Бульби (її зіграв Юл Бріннер).

### Нагороди
Дві номінації на «Оскар» у категорії «актор другого плану» Джек отримав за ролі в фільмах «Раптовий страх» (1952) і «Шейн» (1953). 30 березня 1992 року, через 40 років після першої номінації, Джек Пеланс за роль ковбоя в комедії Рона Андервуда «Міські Піжони» отримав премію «Оскар» за найкращу чоловічу роль другого плану. Під час процедури нагородження 72-річний актор приголомшив авдиторію своїми атлетичним здібностями — відтисканням на одній руці, чим викликав бурхливі оплески всіх присутніх. Це стало одним з найпам'ятніших моментів у історії Американської Академії Кіномистецтва.
У квітні 2004 під час тижня «Російських ночей» у Лос-Анджелесі Джек Пеланс відмовився від звання народного артиста Росії, наголосивши, що він — українець і не має нічого спільного з російським кінематографом. (Програма кінематографічного, театрального й музичного візуального мистецтва була частково профінансована міністерством культури Росії і пройшла під патронатом президента Росії Володимира Путіна.) Під час церемонії, Джек дещо ніяково сказав, що у нього створилось враження, що ніби-то перебуває на фестивалі за якоюсь помилкою, — втім додавши, що вважає російське кіно цікавим. Незабаром актор покинув залу на знак протесту, заявивши: «Я — українець, а не росіянин, тож даруйте, я просто трохи не у своїй тарілці. Буде краще, якщо я і мої друзі просто звідси підемо» .

### Поезія та малярство
Крім акторської, інша творчість Джека Пеланса була мало відома широкій громадськості аж до часу виходу в світ його збірки віршів «Ліс любові» (англ. «Forest of Love») 1996 року. Збірку поезії доповнювали виконані автором малюнки. Джек Пеланс почав малювати ще під час перебування в Римі в кінці 1950-х років і зібрав у своєму маєтку велику колекцію своїх та інших картин (близько 200 експонатів).

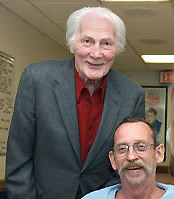
Джек Пеланс (ліворуч). Візит y лікарні 2005 року

### Сімейне життя
Був одруженим двічі.
Перша дружина (1949–1966) — Вірджинія Бейкер, з якою мав трьох дітей: Голі (1950), Брук (1952) та Коді (1955–1998). Син Коді знімався разом з батьком, але помер від раку шкіри в 43-річному віці.
Друга дружина Елейн Роджерз одружилися в травні 1987 року.

## Фільмографія
| Рік  |    | Українська назва                  | Оригінальна назва                            | Роль                                 |
| ---- | -- | --------------------------------- | -------------------------------------------- | ------------------------------------ |
| 1950 | ф  | Паніка на вулицях                 | Panic in the Streets                         | Blackie                              |
| 1951 | ф  | Зали Монтесуми                    | Halls of Montezuma                           | Pigeon Lane                          |
| 1952 | ф  | Раптовий страх                    | Sudden Fear                                  | Лестер Блейн                         |
| 1953 | ф  | Шейн                              | Shane                                        | Джек Вілсон                          |
| 1953 | ф  | Другий шанс                       | Second Chance                                | Cappy Gordon, alias Mr. Walters      |
| 1953 | ф  | Дороговказ                        | Arrowhead                                    | Toriano                              |
| 1953 | ф  | Політ до Танжеру                  | Flight to Tangier                            | Gil Walker                           |
| 1953 | ф  | Людина на горищі                  | Man in the Attic                             | Slade                                |
| 1954 | ф  | Срібний келих                     | The Silver Chalice                           | Simon The Magician                   |
| 1954 | ф  | Знак язичника                     | Sign of the Pagan                            | Аттіла                               |
| 1955 | ф  | Великий ніж                       | The Big Knife                                | Charles Castle                       |
| 1956 | ф  | Атака                             | Attack                                       | Lt. Joe Costa                        |
| 1957 | ф  | Самотня людина                    | The Lonely Man                               | Jacob Wade                           |
| 1960 | ф  | Варвари                           | The Barbarians                               | Revak                                |
| 1960 | ф  | Аустерліц                         | Austerlitz                                   | генерал Франц фон Вейротер           |
| 1961 | ф  | Страшний суд                      | Il giudizio universale                       | синьйор Маттеоне                     |
| 1961 | ф  | Варавва                           | Barabbas                                     | Варавва                              |
| 1963 | ф  | Зневага                           | Le Mépris                                    | Джеремі Прокош                       |
| 1965 | ф  |                                   | Once a Thief                                 | Walter Pedak                         |
| 1966 | ф  | Професіонали                      | The Professionals                            | Хесус Раса                           |
| 1967 | ф  |                                   | Torture Garden                               | Ronald Wyatt                         |
| 1969 | ф  | Вони приїхали до Роба в Лас-Вегас | They Came to Rob Las Vegas                   | Douglas                              |
| 1969 | ф  | Че!                               | Che!                                         | Фідель Кастро                        |
| 1969 | ф  |                                   | The Desperados                               | Parson Josiah Galt                   |
| 1970 | ф  |                                   | Companeros                                   | John                                 |
| 1970 | ф  | Монті Волш                        | Monte Walsh                                  | Чет Ролінз                           |
| 1971 | ф  | Вершники                          | The Horsemen                                 | Турсен                               |
| 1972 | ф  |                                   | Chato's Land                                 | Capt. Quincey Whitmore               |
| 1973 | ф  | Оклахома, якою вона є             | Oklahoma Crude                               | Hellman                              |
| 1974 | ф  | Дракула                           | Dracula                                      | Count Dracula / Vlad III the Impaler |
| 1976 | ф  |                                   | The Cop in Blue Jeans                        | Norman Shelley / Richard J. Russo    |
| 1979 | ф  |                                   | Angels' Brigade                              | Mike Farrell                         |
| 1980 | ф  |                                   | Hawk the Slayer                              | Voltan                               |
| 1980 | ф  | Застереження                      | Without Warning                              | Джо Тейлор                           |
| 1982 | ф  | Один у темряві                    | Alone in the Dark                            | Френк Хоукс                          |
| 1987 | ф  | Кафе "Багдад"                     | Bagdad Cafe                                  | Руді Кокс                            |
| 1988 | ф  |                                   | Gor                                          | Xenos                                |
| 1988 | ф  | Молоді стрільці                   | Young Guns                                   | Лоуренс Дж. Мерфі                    |
| 1989 | ф  |                                   | Outlaw of Gor                                | Xenos                                |
| 1989 | ф  | Бетмен                            | Batman                                       | Карл Грісом                          |
| 1989 | ф  | Танго і Кеш                       | Tango & Cash                                 | Ів Перрет                            |
| 1990 | ф  |                                   | Solar Crisis                                 | Travis                               |
| 1991 | ф  | Міські піжони                     | City Slickers                                | Керлі Вошбурн                        |
| 1993 | ф  | Кіборг 2: Скляна тінь             | Cyborg 2                                     | Мерсі                                |
| 1994 | ф  | Фараони та Робберсони             | Cops and Robbersons                          | Джейк Стоун                          |
| 1994 | ф  |                                   | City Slickers II: The Legend of Curly's Gold | Duke Washburn                        |
| 1994 | мф | Принцеса Лебідь                   | The Swan Princess                            | Лорд Ротбарт                         |
| 1995 | тф |                                   | Buffalo Girls                                | Bartle Bone                          |
| 1998 | тф |                                   | Ebenezer                                     | Ebenezer Scrooge                     |
| 1999 | тф | Острів скарбів                    | Treasure Island                              | Long John Silver                     |
| 1999 | тф |                                   | Sarah, Plain and Tall: Winter's End          | John Witting                         |
| 2002 | тф |                                   | Living with the Dead                         | Allan Van Praagh                     |
| 2004 | тф |                                   | Back When We Were Grownups                   | Paul 'Poppy' Davitch                 |